# Cultura kebariana
Il Kebariano o cultura kebariana fu una cultura diffusa nel Levante (vicino oriente) nel periodo epipaleolitico (19.000-12.000 a.C. circa). Deve il suo nome alla grotta di Kebara, un sito in cui furono scoperti per la prima volta i resti di questa cultura.
Alla cultura kebariana fece seguito la cultura natufiana.

## Origini
Essa iniziò ad affermarsi, come conseguenza del riscaldamento globale che iniziava a instaurarsi, al termine dell'ultimo massimo glaciale. In Europa, tale riscaldamento comportò l'instaurarsi di un clima umido che andò sostituendo quello tipicamente secco, presente durante le fasi glaciali. 
Questo venne favorito da un cambiamento nella direzione dei venti dominanti che spiravano sulle lande europee. Infatti, i venti freddi e secchi del nord-est lasciarono il posto a quelli carichi di umidità e più temperati provenienti dall'Atlantico e dal Mediterraneo.
I fronti dei ghiacciai che fino ad allora si erano spinti a basse latitudini iniziarono a ritrarsi, determinando una lenta trasformazione della copertura vegetale: l'ambiente del tipo steppa/tundra stava lasciando il posto alle foreste. 
L'analisi dei pollini prelevati in Iran da antichi letti fluviali hanno permesso di identificare in querce queste prime coperture arboree.

## Insediamenti
Si trattava di genti nomadi, di conformazione anatomica pienamente moderna. Il loro insediamento era ancora in caverne, per piccole unità di 40-50 individui al massimo, caratterizzati da mobilità al seguito degli animali che forniscono il principale contributo alla dieta. Tendevano ad abitare luoghi montani con clima generalmente secco e freddo, benché i loro spostamenti potessero arrivare a coprire vaste aree, spaziando dalle valli alle pianure. Mentre la caverna era l'abitazione tipica dei periodi invernali, si ritiene che in estate i piccoli gruppi di Kebariani abitassero in ripari temporanei, fatti di rami e frasche; poi abbandonati quando la tribù si muoveva.

## Caccia e raccolta
La sopravvivenza è ancora un problema di portata quotidiana: non si hanno tecniche né per la produzione di cibo né per la sua conservazione. Però la caccia si rivolge a specie meno grosse di quelle preferite nel paleolitico: gazzelle, ovini e caprini; e comincia a selezionare gli animali da abbattere in modo da non depauperare il gregge, che l'uomo inizia a controllare pur restandone esterno. Anche la raccolta delle graminacee e delle leguminose diventa più specialistica ed intensiva, producendo effetti di involontaria selezione e diffusione. Inoltre, vi fu un importante adattamento al consumo di frutta secca e semi, quali i pistacchi, reso possibile dall'incipiente riscaldamento che portò nuove specie vegetali. Sia sul piano delle conoscenze sia su quello delle pratiche di sfruttamento si gettano così le basi per il successivo intervento in senso produttivo. La mobilità si fa anche più circoscritta e più strutturata, a seconda delle risorse sfruttabili, che a volte (per esempio pesca lacustre) invitano alla sedentarietà.

## Strumenti
Lo strumentario litico abbandona le grosse dimensioni del paleolitico ed assume le forme di microliti geometrizzanti e di funzione specializzata. Si hanno i primi pestelli di pietra, per frantumare le graminacee spontanee e la frutta secca.